# Носовая (река)
Носовая (устар. Юрацкая) — река в Восточной Сибири, приток реки Енисей. Протекает по территории Туруханского района Красноярского края. Протяжённость реки составляет 32 км.
Исток реки — озеро Юрацкое, лежащее на высоте 59 метров над уровнем моря. Река течёт на север через озёра Лебяжье и Бессменное, затем поворачивает на восток. Вблизи устья делает петлю, выступающую в южно направлении. Долина реки занята елово-лиственничным лесом. Впадает в реку Енисей слева на расстоянии 670 км от её устья у мыса Носового на высоте 1 метр над уровнем моря.
Вблизи устья реки располагается заброшенная деревня Носовая.
Основной приток — река Машихинская — впадает слева на расстоянии 28 километров от устья.

## Данные водного реестра
По данным государственного водного реестра России относится к Енисейскому бассейновому округу, водохозяйственный участок реки — Енисей от в/п г. Игарка до устья без р. Хантайка от истока до Усть-Хантайского г/у, речной подбассейн реки — Енисей ниже впадения Нижней Тунгуски. Речной бассейн реки — Енисей.
Код объекта в государственном водном реестре — 17010800412116100103441.